# استارویاپاروو
استارویاپاروو (انگلیسی: Staroyapparovo) یک شهرک در شهرستان داولکانوفسکی در استان باشقیرستان کشور روسیه است.